# Xochihuehuetlán
Xochihuehuetlán é uma cidade e uma municipalidade do estado de Guerrero, no México.